# Plecia cana
Plecia cana är en tvåvingeart som beskrevs av Hardy 1950. Plecia cana ingår i släktet Plecia och familjen hårmyggor.
Artens utbredningsområde är Filippinerna. Inga underarter finns listade i Catalogue of Life.